# Simon Casse
Pour les articles homonymes, voir Casse.
Simon Casse, né le 30 décembre 1991 à Cuise-la-Motte (Oise) est un pentathlonien français.

## Carrière
Médaillé d'argent par équipes aux Championnats d'Europe de pentathlon moderne 2016 à Sofia, il remporte la médaille d'argent en relais avec Alexandre Henrard aux Championnats d'Europe de pentathlon moderne 2017 à Minsk.